# ADE 651
ADE 651為英國ATSC公司用单价20美元的高尔夫球寻找器改装成的假炸彈探測器。ATSC公司聲稱該設備能夠有效並且準確地在遠距離檢測出爆裂物、毒品、象牙和其他指定物質的存在與位置，实际上并无效果。該設備已經銷售給包括伊拉克和阿富汗等20個國家，其中平均每臺60,000美元，其中伊拉克政府表示其花費了5,200萬英鎊（大約8,500萬美元）購買了這一設備。2010年1月英國政府禁止設備出口，並且以詐欺罪罪名拘禁了ATSC公司的執行官；2010年6月時，英國警方擴大範圍突擊搜查了其他幾家關聯公司。2013年3月5日ATSC公司正式解散，而涉嫌販售無法實際作用之設備的詹姆斯·麥科米克（James McCormick）則被倫敦奧卑利判處共計3項詐欺罪。由於設備已經廣泛在伊拉克和巴基斯坦軍事部隊中投入使用，這使得ADE 651的詐欺事件演變成一項重要的國際爭議。另外在泰國與墨西哥也廣泛使用的GT200與阿爾法6，也在ADE 651詐欺事件爆發後要求對設備重新進行審查。

## 設計
ADE 651整體包括有塑料手把以及用鉸鏈安裝的天線，製造廠商聲稱整個設備不需要電池或者其它電源，而完全是藉由靜電供電。要使用設備之前，用戶必須手持ADE 651並與身體呈現直角後步行數分鐘。之後將得以指定檢測目標的「物質檢測程式卡」插入後，儀器便能透過天線對著指到的方位進行調查，其中ATSC公司表示每張程式卡都經過設計以檢測特定爆裂物或者其他物質的「頻率」。而根據使用ADE 651設備的伊拉克警察霍薩姆·穆罕默德（Husam Muhammad）表示正確使用設備是一門藝術而非科學，他提到：「如果感到緊張設備將不會正常運作，我得慢慢放鬆我的身體以及去除心中雜念才能夠啟動之。」而根據使用說明表示隨著目標物質之樣品吸收物質釋放的氣體後，程式卡必須放在罐子一個禮拜才能夠重新有效運作。另外在產品早期報告中還指稱原本麥科米克想用自己的血液製成檢測人體組織的程式卡，但由於此時出現大量關於設備的訂單，為了避免因而被發現為詐欺製品而放棄這項計畫。
ATSC提出的宣傳廣告中聲稱ADE 651可以檢測距離多達1公里（0.62英里）的槍械、彈藥、毒品、松露、人體，象牙違禁品和銀行票據，並且包括地底、牆壁後方、水下乃至於5公里（3.1英里）上空的飛機都能夠進行檢測。根據宣傳資料指稱作用原理為透過靜電吸引磁性離子，而經過程式設計的檢測卡則是讓器材得以針對特定物質進行檢測；同時還聲稱由於受到靜電吸引的指定物質之離子可以通過所有已知試圖阻擋離子行進的障礙，這包括有鉛等其他金屬、混擬土或者是人體等。而負責ADE 651在黎巴嫩經銷的公司PRO.SEC則在網頁上聲稱，該項設備內部配備有「核四極共振或者是核磁共振設備」。2010年麥科米克在接受採訪時表示：「尋水術背後的理論與我們實際如何檢測爆裂物非常相似。」

## 開發
ADE 651是由總部設在英國索美塞特郡斯帕克福德的ATSC有限公司負責主要開發與製造，該公司於1997年7月23日以「廣播暨電訊有限公司」之名稱成立（公司註冊編號03407495），到了2008年3月27日才改名為「ATSC」。2008年7月31日時，該公司向英國公司註冊大樓提報年度營業額為1,780,000英鎊、毛利總額為1,350,000英鎊。該公司則標榜與其他公司密切交流，包括有總部設在英國凱特靈的英國坎伯蘭產業（Cumberland Industries UK）以及總部位於黎巴嫩巴卜達的PRO.SEC公司。而在2009年1月21日時ATSC公司的子公司ATSC出口有限公司正式成立（公司註冊編號06797101），但是在2010年1月時仍然沒有提出任何收支報告。
ATSC公司唯一的股東、所有人暨執行長則為過去曾擔任默西賽德郡警察的詹姆斯·麥科米克（James McCormick），但是其過去並沒有與ADE 651等設備相關的科學或技術背景。大約在2001年，麥科米克在了解一個20美元高爾夫球尋找儀器的設計後，開始將其重新複製並且命名為「先進探測設備」（Advanced Detection Equipment），而該設備簡稱為「ADE 100」。ATSC公司將ADE 100定位為炸彈探測器並且開始投入市場販售，不久在對設計進行修訂後推出了ADE 101並將售價訂為7,000美元；之後還推出了另外一個版本ADE 600，而ADE 651則是由此發展而來。然而根據位在英國和羅馬尼亞、與ATSC公司有合作關係的設備供應商表示實際上整個設備僅需花費150英鎊（約250美元），並且告訴《紐約時報》說：「ATSC公司的每個人都知道ADE 651裡面裝了甚麼貨色。」而曾經與麥科米克一同在世界各地推銷的舉報人則向英國廣播公司表示自己過去曾經質疑設備的可靠性，然而麥科米克則告訴他說：「它的意義是……能夠賺錢。」

## 用戶
ADE 651被大量提供給伊拉克警察和伊拉克陸軍使用，其中伊拉克政府則另外花費37,000英鎊（約60,000美元）添購設備，然而實際上同樣的數量僅需要11,500英鎊（約18,500美元）左右的價格便能夠得。伊拉克內政部在2008年時以2,000萬英鎊（約3,200萬美元）購買了800臺探測器，而在2009年時以3,200萬英鎊（約5,300萬美元）增購700臺，而這兩次購買協議皆是在無投標合同的情形下由ATSC公司獲得合約。而伊拉克陸軍巴格達司令部則在2009年11月時，宣布已經另外購買數百臺設備以應付需求。其中ATSC公司的詹姆斯·麥科米克表示每臺ADE 651設備以5,000英鎊（約8,000美元）的價格進行販售，這其中包括中間承包商的利潤以及對於伊拉克用戶的培訓等。
ADE 651隨即投入伊拉克全國各地數百個警察和軍事檢查站中使用，主要是趁著車輛盤查時針對危險物質進行檢驗。伊拉克內政部官員針對檢查設備屢次無法找炸藥辯護說：「無論是魔法還是科學，我關心的是如何找到探炸彈。我不在乎他們說什麼，且我對於炸彈所知道的遠比美國人所做的還要多，實際上我比世界上的任何人更加瞭解關於炸彈的事情。」他在招待會告訴記者表示ADE 651已經檢測到「可能襲擊數百人的路邊炸彈和汽車炸彈案例」，而之所有有不足處是因為設備使用人員的錯誤操作。伊拉克內政部部長賈瓦德·布蘭尼也對於ADE 651表示支持，並且在接受伊拉克電視臺採訪時表示：「ADE 651已經阻止並檢測出超過16,000枚足以嚴重威脅人民群眾性命的炸彈，其中有733多起汽車炸彈案例成功被拆除。」同時他也表示：「伊拉克已經被許多公司認為是這類設備生產後的主要市場……因此會有其他競爭公司不斷貶低政府所購買的對手商品。」
在其他用戶方面，墨西哥科利馬州政府花費60,000美元購買了相關設備，而墨西哥軍事部隊也被新聞媒體報導已經在使用ADE 651，另外根據推測國防秘書處和一些單位也可能已經購買並投入使用。而根據ADE 651促銷網站表示包括黎巴嫩武裝部隊、中國人民武裝警察部隊、伊拉克庫德斯坦地區政府、泰國皇家警察和泰國內政部等。網站還聲稱約旦政府計畫購買ADE 651設備，來為每家進入大型酒店地下停車場的車輛進行掃描。 ATSC的所有人詹姆斯·麥科米克則提到已經有20個國家購買了設備，包括有沙烏地阿拉伯政府、印度警方、比利時藥物檢測處、香港懲戒設施和孟加拉國海軍等。另外比利時赫爾、拉克達爾和梅爾豪特警方使用該儀器檢測毒品，而巴基斯坦機場安全部隊則將ADE 651置於喀拉蚩的真納國際機場以作為炸彈探測器。

## 質疑

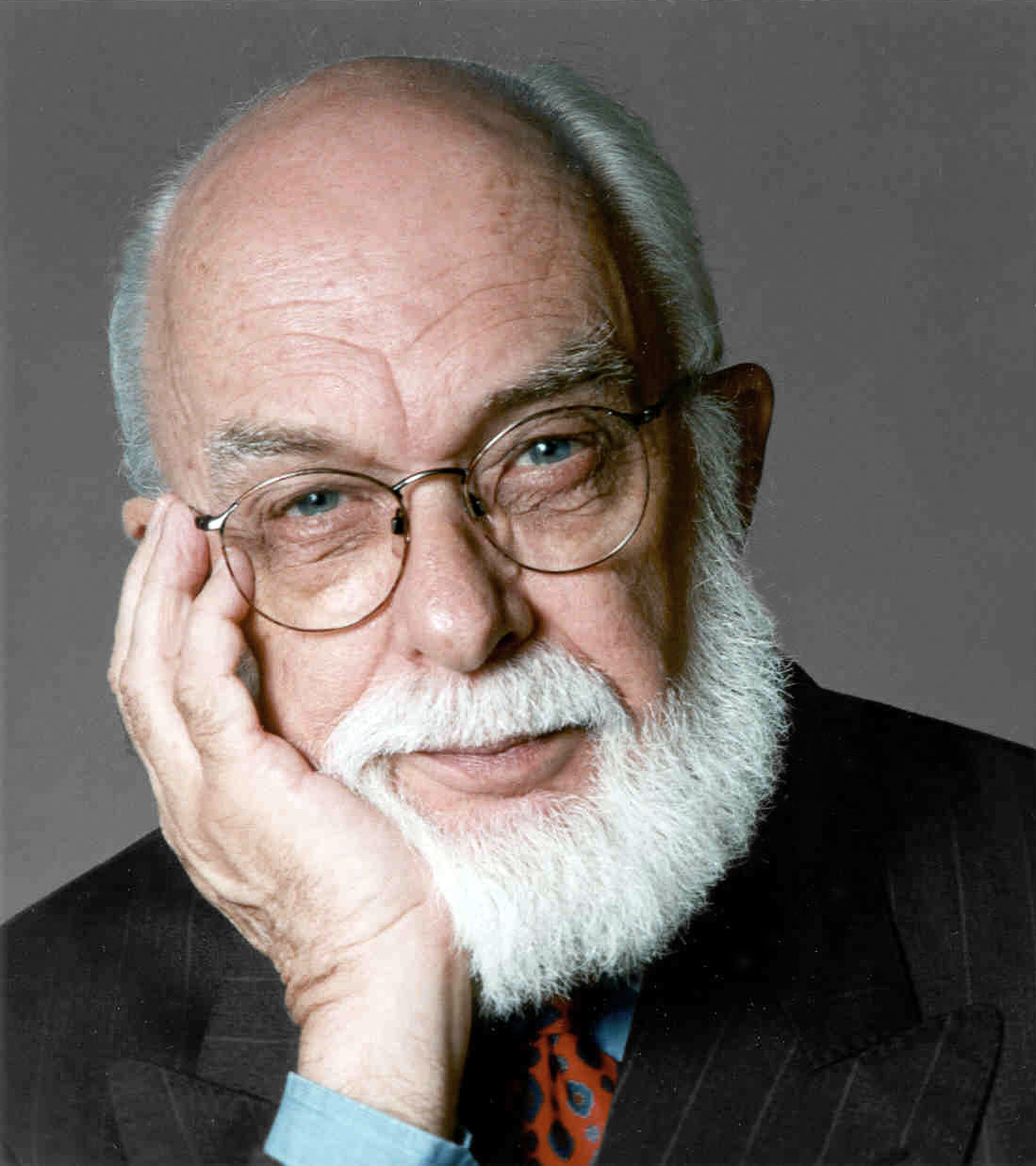
2008年10月時，詹姆斯·蘭迪公開提供一百萬美元超自然挑戰來要求證實ADE 651裝置的有效性。

ADE 651的實際效能很快便獲得強烈批評，從而導致英國、伊拉克和阿富汗的刑事單位開始調查製造商的設備，而英國政府也進一步下達了出口禁令。2009年11月《紐約時報》在報導中表示伊拉克安全部隊對於設備極為依賴，然而美國國軍事和技術專家認為設備實際上並無功用。美國陸軍少將理查·德羅（Richard Rowe）表示：「沒有魔棒能夠探測出爆裂物，如果有我們就使用它，但我對於這些設備並沒信心。」桑迪亞國家實驗室在對相似儀器進行檢測時發現設備幾乎是隨機的方式檢測炸彈有無，美國空軍退役上校、同時也是前柯林頓與布希政府國家安全專家的哈爾·比德萊克則形容設備「極為可笑」。而《紐約時報》派遣兩名攜帶槍枝許可證的人士、一名伊拉克警衛和一名司機便能通過當地9個警察檢查站，其中沒有任何設備成功檢測出所攜帶的兩把AK-47突擊步槍以及彈藥。
伊拉克平民紛紛抱怨該裝置似乎對於「洗髮水和肥皂水有無誤的吸引力」，而根據伊拉克警察賈辛·海珊（Jasim Hussein）表示：「絕大多數我們阻擋下來的人是因為他們香水的緣故。」而同樣為警察的哈桑·歐達（Hasan Ouda）則評論說：「現在大多數人知道什麼東西會讓他們必須停下來配合搜查，所以他們盡可能不使用太多香水。」對此ATSC公司的所有人詹姆斯·麥科米克則謊稱ADE 651之所以錯誤地發出警報，是由於香水中含有與爆裂性物質黑索金相關的原料。然而早在2008年10月時，加拿大裔的美國魔術師、同時也是著名懷疑論人士的詹姆斯·蘭迪公開提供一百萬美元來證實裝置的有效性，其中蘭迪批評ADE 651為：「一個沒用的設備且不能執行任何功能，只不過是想從天真的人們手中搶奪更多金錢。這是一場假象、欺騙、騙局和赤裸裸的詐欺，如果能證明我錯了我將提供100萬美元。」而根據蘭迪的說法，ATSC公司始終沒有派人發表回應。
而德國新聞雜誌《明鏡》週刊則報導說在2008年時以色列引入進行測試，但是隨即便禁止全國使用之。一名以色列炸藥專家告訴《明鏡》雜誌說：「這東西絕對跟探測爆炸物沒有一絲關係。」而在2009年4月於貝魯特舉辦的武器和安全博覽會上，參加的炸藥專家指稱設備為「一場大騙局」。以色列一家安全公司代表則表示：「如果有個專家過來表示他已經開發出一種可以在幾公尺外的開放空間檢測出炸藥氣味的裝置，要知道從物理的角度上根本不可能。」而當美國陸軍測試聲稱以類似原理運作的裝置時，發現實際上儀器根本無法檢測到運載1噸三硝基甲苯的卡車自後方通過。2009年6月美國陸軍對於進行ADE 651包括X-射線分析等實驗室測試後發現實際上儀器並無任何效力，其中負責軍官喬·斯克羅卡（Joe Scrocca）表示：「檢查結果認為ADE 651並沒有任何可能的手段來探測爆裂物，因此可以被認定完全無效且是一場詐欺作為。而在這項研究發布後美國軍方隨即通知所有於伊拉克駐守的軍事和文職人員提到炸彈檢測裝置並無效力，不應該被當作為確保任何人員安全的手段之一。」
2010年1月英國廣播公司《新聞之夜》在一份調查ADE 651的報告中提到製作團隊將「物質檢測程式卡」交由劍橋大學電腦實驗室評估，然而後者僅在設備內發現商店中防止店內偷竊的防盜標籤。於電腦實驗室工作的馬庫斯·庫恩表示「卡片根本不可能測出三硝基甲苯」，並表示卡片根本沒有程序、儲存空間、微處理器和其他資訊功能。而儘管設備販售價格極為高昂，但實際上卡片僅價值2便士到3便士間（3美分至5美分），對此庫恩表示：「那些是最便宜的電子零件，你頂多可以感覺到這是電子設備並且能平穩的插入設備中。」而讀卡設備也被證明實際上僅是空盒，而心理學家布魯斯·胡德指出天線的擺動可能是由於其寬鬆的安裝設計和使用者無意識的手腕動作而成。炸藥專家西德尼·阿爾福德則形容設備「不道德」，並且告訴《新聞之夜》說：「如果沒有造成數百人傷亡，也至少造成數十人因而死亡。」《新聞之夜》則在報告中認為由於ADE 651無法檢測出炸彈，因此造成巴格達在2009年10月25日以及12月8日發生大規模汽車炸彈攻擊，並且造成數千人因而受傷或者是死亡。對此詹姆斯·麥科米克拒絕了《新聞之夜》的調查採訪，但是他告訴《紐約時報》表示ATSC公司將會繼續營運下去，並且提到「我們公司仍然全面運作著」；而在接受《泰晤士報》採訪時表示：「ATSC一直在對於這些質疑意見進行處理，然而十幾年來設備之所以遭到批評是因為其『原始』的外觀。」他並提到正在考慮研究出以燈光示警的方式。

## 調查

### 展開調查
2010年1月，ATSC公司執行長詹姆斯·麥科米克因涉嫌詐欺罪而遭到逮捕，並在愛文與岑麻市警務署警察局長主持調查行動。2012年7月11日，麥考密克被指控在2007年1月15日到2012年7月12日期間在進行推銷所提供的文章資料違反了《2006年欺詐罪法令》第六條，另外在知道設備元件後仍然自願提供這次詐欺案件協助而違反了《2006年欺詐罪法令》第七條。而在2010年英國廣播公司的《新聞之夜》揭露設備不可靠性後，英國商業、創新與技術部則依照先前英國廣播公司的實驗方法證實「ADE 651和類似設備其使用的技術並不適合炸彈探測」以及「造成英國和其他友好部隊在伊拉克和阿富汗內出現傷亡」，隨後依照2002年制訂的出口管制法禁止ADE 651和類似設備出口至前述的兩個國家；禁止「靜電供電之爆裂物檢測儀器」向伊拉克和阿富汗出口的命令字2010年1月27日起正式生效，在這之前由於該設備被列入軍事裝備而沒有受到出口限制。
2013年3月至4月期間倫敦奧卑利開始起訴詹姆斯·麥科米克，其中法庭起訴書上寫著：「設備無法運用而且他也知道這點，但是仍然大量生產並且銷售出去─儘管事實上這些設備都不能運作，但是他仍然從人們手中取得不必要的收入。」並且還指稱麥科米克曾經向別人錯誤地介紹自己為國際炸彈技術員調查協會成員並擅自使用該組織標誌。對於這些指控麥科米克則表示他已經在國際間出售ADE 651和類似設備給當地安全部隊，然而並不曾收到抗議意見。2013年4月23日麥科米克被裁定犯了三起詐欺罪，負責整起案件的首席調查官則表示：
|  | 沒有證據能表明麥科米克或他的ATSC公司進行過任何適當的產品研究、開發到生產流程，而實際上他拒絕提交ADE系列進行獨立測試。他賣掉了自己的檢測設備給世界各地許多國家的政府、國防機構和私營機構，而這些國家有很大比例仍然處在是真正的恐怖主義和犯罪威脅之中。伊拉克便是其中一個國家，在2008年至2010年之間它花費超過4,000萬美元以購買6,000臺設備，而在此期間這些設備也被廣泛用於伊拉克境內許多檢查站中。很顯然地，平民和武裝部隊人員在高風險的情況下極為依賴此設備。然而麥科米克所表現出的是完全無視那些將自身安全依賴給其所推出的安全和保護設備的人們，他藉由自己的貪婪和犯罪企業積累了數百萬英鎊的財富。 |

根據消息透露則指出麥科米克透過ADE 651的銷售賺得數百萬英鎊，並且因此買下索美塞特郡的一所農莊、尼可拉斯·凱吉之前在巴斯擁有且附地下游泳池之住家、位於塞浦路斯和佛羅里達州的度假屋、價值600,000英鎊的豪華遊艇與3匹馬，對此英國警方則宣布將會依照《2002年犯罪所得法》要求收回財產。

### 他國反應

#### 伊拉克

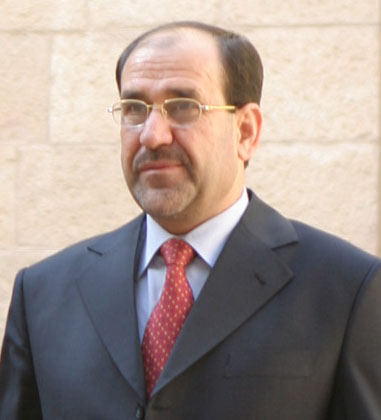
伊拉克總理努里·馬利基。

ADE 651可能無法有效抵禦在巴格達發生的爆炸事件以及其採購案件可能涉及部分非法，使得這件事很快就在新聞媒體上有一定知名度。2009年11月時，《紐約時報》報導說伊拉克內政部檢察長已經就內政部與ATSC公司簽署合同一事進行調查。但是儘管在2008年時他便發現設備「由於徹底無效而導致許多人喪生」且過於昂貴，因此建議伊拉克政府不應該繼續購買；而在初步報告中提到可能由於探測器能勉強檢測出炸彈，因此內政部便簽署了採購協議。隨後這份報告以及後續調查則遭到阻止，而原因則可能是當時負責的伊拉克官員便已經貪汙收取了高達75%的回扣。後來內政部檢察長接受路透社記者採訪時表示：「我們向內政部部長提交報告時提到這次協議可能涉及貪腐，我們認為合作中找了一個在國際領域中其爆裂物探測技術並沒有很好的公司，且還提出了與設備能力不相符的高昂價格。」並且他也提到：「無用的設備讓人馬上想質疑那高效率完成且價值高昂的合作協議，可能有高級官員亦涉嫌其中。」而在幾場炸彈爆炸案接連發生後伊拉克總理努里·馬利基隨即要求對於設備可靠性進行調查，而儘管伊拉克議會並沒有進行正式的調查行動，議員納迪姆·阿爾賈布里（Nadeem al-Jabiri）表示：「以哈迪·阿米利（Hadi al-Amiri）為首的安全暨國防委員會基於議會的職責開始關注此事，並且就整件事情進行部分監督。」
2010年1月英國廣播公司揭露設備無法達到預期功能後，普遍在伊拉克引起強烈不滿。一名警官告訴《紐約時報》說：「我們政府被指責之所以喪失數千名無辜的性命，只是因為伊拉克使用了這個設備。」參與伊拉克議會轄下安全暨國防委員會的議員阿馬爾·圖馬（Ammar Tuma）表示：「這家公司不僅造成我們損失大量的資金，同時更重要的是由於我們以為在有此設備後能夠完全阻擋攻擊，然而成千上萬名伊拉克無辜的平民其生命受到嚴重的損失與威脅。」他亦告訴《中東報》說：「為了能夠瞭解炸彈檢測裝置其合約簽署方面發生的真相，委員會可能會分別執行兩項調查：首先調查在當時背景下合約簽署的細節並且找出簽署合作協議時彼此有所勾結的人士，另外一步則是針對設備的技術弱點部分以及是否無效這部分進行調查，而這兩件事情議會都可能展開質詢。」對此他還提到伊拉克國防部長在2009年接受議會聽證會臨時質詢時表示：「使用這些設備檢測汽車炸彈和爆裂性物質的成效是非常有限，而這也增加了這些設備其效率可能比較低的觀感。」
另一名議員海珊·法魯吉（Hussain al-Falluji）要求立即停止伊拉克安全部隊繼續使用ADE 651，並且建議由議員組成調查委員會並且設法討回設備上所花費的資金。而安全暨國防委員會主席哈迪·阿米利則表示將推動正式調查「以找出這些設備是怎麼賣到伊拉克」，並且如果確定ATSC公司必須負責的話將會透過外交部要求賠償。同為議員的哈寧·卡度（Haneen Kado）則表示：「如果我們的檢查站仰賴這些設備實際上並沒有意義的話，這代表恐怖襲擊隨時都能在巴格達上演。我們是在一個高風險的環境下，隨時都有可能發生新的爆炸事件。我們一定要調查到底是誰購買並出售這些探測器，且看到他們在法庭上接受審問。」而伊拉克最高法院轄下的審計委員會也在之後公布關於ADE 651的調查，並且要求過去保證設備技術成熟的官員給予解釋。而駐守於巴格達的伊拉克陸軍巴格達指揮高層便提到過去曾經採購100臺設備，然而近來已經放棄儀器的使用。其中發言人卡斯姆·穆薩維（Qassim al-Moussawi）少將表示：「該設備已經幫助我們工作的一部分，但是在某些方面他們極度沒有用。實際上它們的表現並不符合我們的期望，而這些性能表現上的誤差使得我們認為這些設備必須更新。」另外根據報導，伊拉克總理馬利基已經下令重新展開調查，針對採購設備時是否有涉及任何貪污案件進行審問。
然而儘管在2010年時ADE 651已經引起廣泛爭論，該設備仍然繼續在伊拉克各地檢查站使用，其中伊拉克內政部亦對於繼續使用ADE-651展開辯護。其中在當時公安部炸彈小組主管吉哈德·阿加比里（Jihad al-Jabiri）便告訴英國廣播公司說炸彈小組曾多次進行測試且發現設備能夠成功運作，此外還提到說：「我們在巴格達中心有一系列關於所有省份使用這些設備檢測到大量炸彈、詭雷以及汽車炸彈的正式記錄，同時我們已經注意到在其投入使用後爆炸活動減少至不到10％。」而內政部副部長助理則告訴《Asharq Al-Awsat》：「該公司執行長之所以被逮捕並不是因為設備不能運作，而是因為他拒絕向英國和美國當局面前透露其秘密技術，實際上我們已經在實際使用時測試到它得以有效運作並且百分之百的可靠。」而一名不願意透露姓名的伊拉克官員則向法新社表示：「我們知道這是行不通的且已經已被英國禁止，但是我們會繼續使用它。這看起來十分胡扯，但是我們仍然得繼續說仰賴它。」
2011年2月，阿加比里因為在ADE 651設備購買合作中涉嫌貪污而遭到逮捕；隨後他被認定已經收取了麥科米克所提供的數百萬美元賄賂，因此與另外兩名伊拉克官員一同被囚禁，另外還有多達15名伊拉克人則被認為藉由麥科米克在貝魯特開設的銀行帳戶收取不當資金。而之後根據調查，在一次案例中便有運載火箭和導彈的車輛經過巴格達共23處配備ADE 651的檢查站仍然沒有被發現。而由於ADE 651無法有效檢測出炸彈並且提供一種虛假的安全感，這使得該設備已經數百名伊拉克平民在爆炸案件中中喪生。其中英國廣播公司在採訪21歲的炸彈受害者哈寧·阿勒萬（Haneen Alwan）時後者表示：「當人們通過使用這些設備的檢查站時會認為是安全的，但實際上這些並沒有用處。那個賣給他們設備的人已經沒有良心且道德淪喪，他怎麼能夠為了錢而賣給他們，進而摧毀其他人們的生活呢？」

#### 巴基斯坦
巴基斯坦機場安全部隊曾購買ADE 651置於喀拉蚩的真納國際機場作為炸彈探測器，然而ADE 651在伊拉克其能力備受質疑後對於巴基斯坦機場安全部隊所使用的ADE 651也受到關注。對此真納國際機場的高級官員否認使用ADE 651，並且聲稱機場安全是採用機場安全部隊自行設計的設備檢驗，然而其他機場安全部隊軍官則表示其設備「與ADE 651的運作原理相同」。巴基斯坦科學家拒絕就該設備運作是否符合科學原理進行評論，不過喀拉蚩大學便曾向《黎明報》表示：「這樣的運作模式一定需要使用電力來維持電場或者是磁場……但也不要忘記在我們身邊有這麼多不同頻率的無線電波，我真的不明白這設備要怎麼運作。」《黎明報》之後向機場安全部隊要求對設備進行測試以驗證可靠性，但是機場安全部隊拒絕這項提議並且重申設備能正常工作。

#### 比利時
比利時警方在2008年以12,800英鎊的價格買了一臺ADE 651來檢測毒品，希望能夠比過去使用檢測犬還要來得便宜。然而警方發言人提瑞·墨尼耶（Theiry Meunier）表示很快就瞭解到設備根本無效，他提到：「幾個月來我們試圖使用該設備檢測汽車內的毒品卻都無法正常運作，我們還實驗是否能夠作為毒品探測器但仍然結果是失敗。」

#### 黎巴嫩
黎巴嫩武裝部隊曾經購買數臺ADE 651，而聯合國駐黎巴嫩臨時部隊也曾花費46,000英鎊購買5臺設備以檢驗汽車炸彈。之後ATSC公司表示能夠進一步提供聯合國80臺ADE 651，但是拒絕提供ADE 651就其任務執行能力的證明以及聯合國提出自行測試的要求。聯合國駐黎巴嫩臨時部隊在經過兩天的訓練課程，發現該項設備「並不適合原本目的」。

#### 其他國家
ADE 651也被賣給了在巴林、孟加拉國、喬治亞、印度、伊朗、肯亞、尼日、卡達、羅馬尼亞、突尼斯、沙烏地阿拉伯、敘利亞，阿拉伯聯合大公國和越南等國家的客戶，但是位於巴林的莫凡彼旅館（Mövenpick Hotel）在購買一臺ADE 651後其安全主管發現甚至連硝煙都無法檢測出來。

### 類似設備
早在1993年到1996年期間，總部設在南卡羅來納州哈利維爾的Quadro公司便推出了類似功能的爆裂物探測器Quadro Tracker。但是其中聯邦調查局於1995年時便將該產品列為詐欺案件，並且要求所有機構立即停止使用，而在1999年時更進一步發表不要使用假爆裂物檢測設備之警告。而在這次回收事件中，與Quadro Tracker相關、聲稱能夠找到廢墟底下倖存者以及偷放在船運貨櫃違禁品的DKLabs Lifeguard也因而遭到檢舉，並且經由桑迪亞國家實驗室認定並無實際功能。
而在ADE 651爆發爭議後，世界各國對於相關的長距離定位器其功效也紛紛受到質疑，這包括有都有曾銷售給德國政府的Sniffex爆炸物檢測儀、由英國ComsTrac公司推出的阿爾法6以及PSD-22等。而由Global Technical推出並販售給泰國警方的GT200也被要求進行檢驗，其中《曼谷郵報》表示GT200和ADE 651在結構與操作上極為雷同；《曼谷郵報》除了批評找到炸彈幾乎是用「占卜」的方式外，同時也認為幾名泰國皇家警察的死便與探測器無法找出炸彈有所關聯。

## 外部連結
- （英文） ADE 651
- （英文） ATSC Limited